# ویسکانسین دلز (ویسکانسین)
ویسکانسین دلز، ویسکانسین  (به انگلیسی: Wisconsin Dells) شهری در شهرستان آدمز کلومبیا جونوا سواک ایالت ویسکانسین است که در سال ۱۹۲۵ بنیان‌گذاری شده‌است. این شهر طبق سرشماری سال ۲۰۱۰ میلادی ۲٬۶۷۸ نفر جمعیت داشته‌است.

## نگارخانه

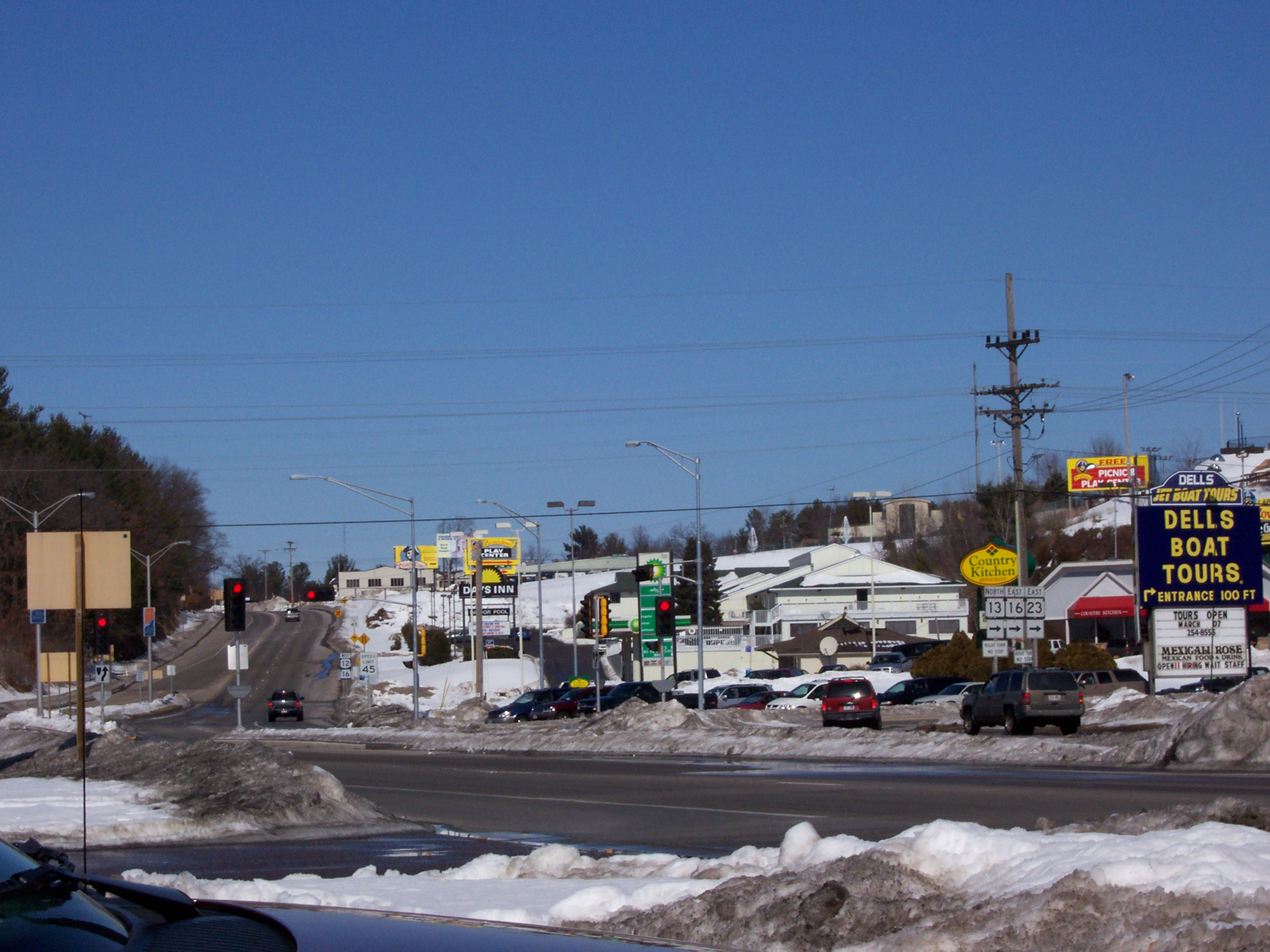
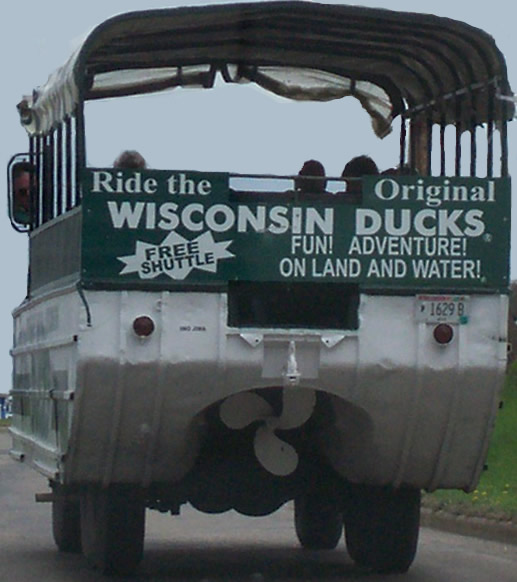
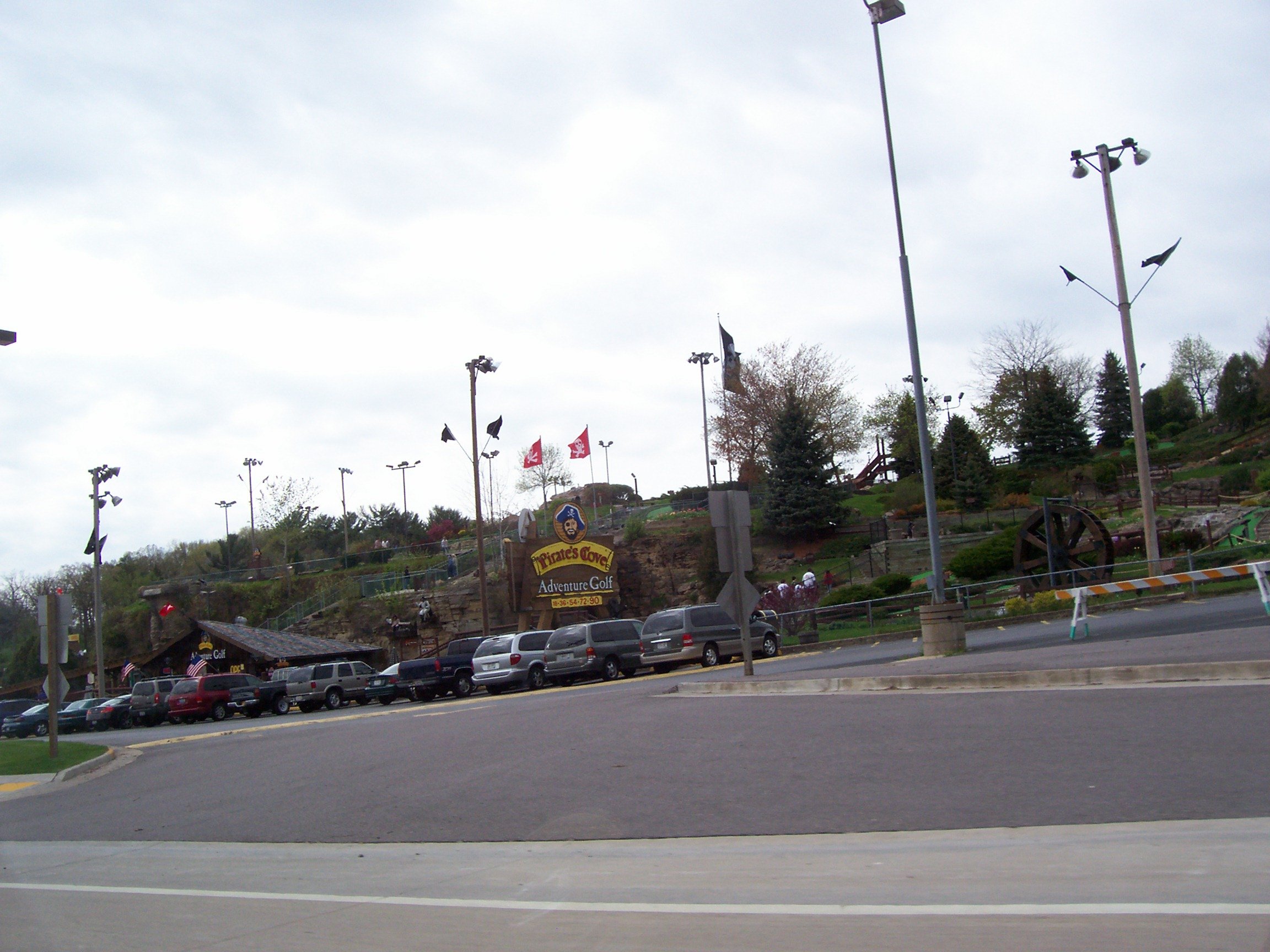
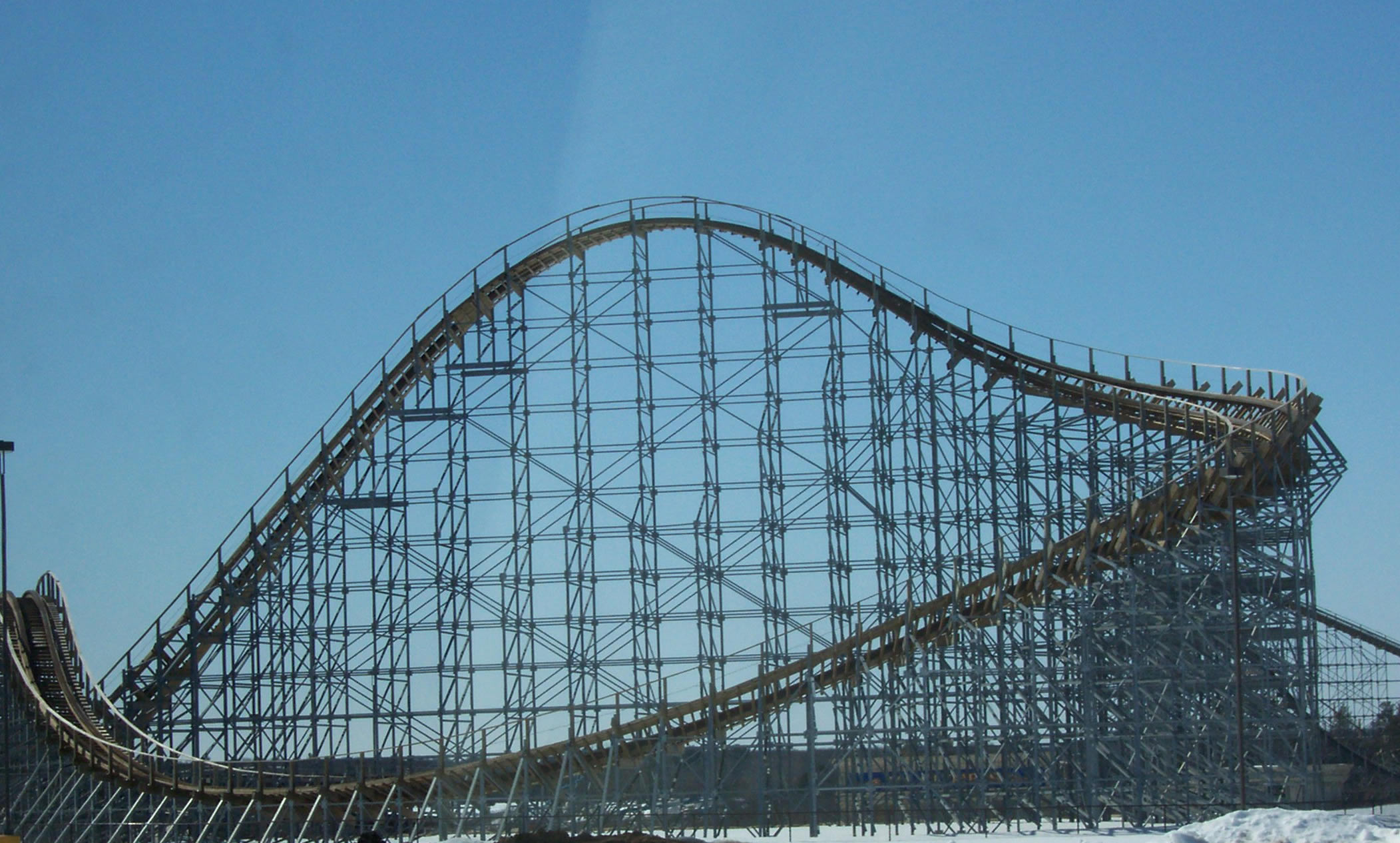
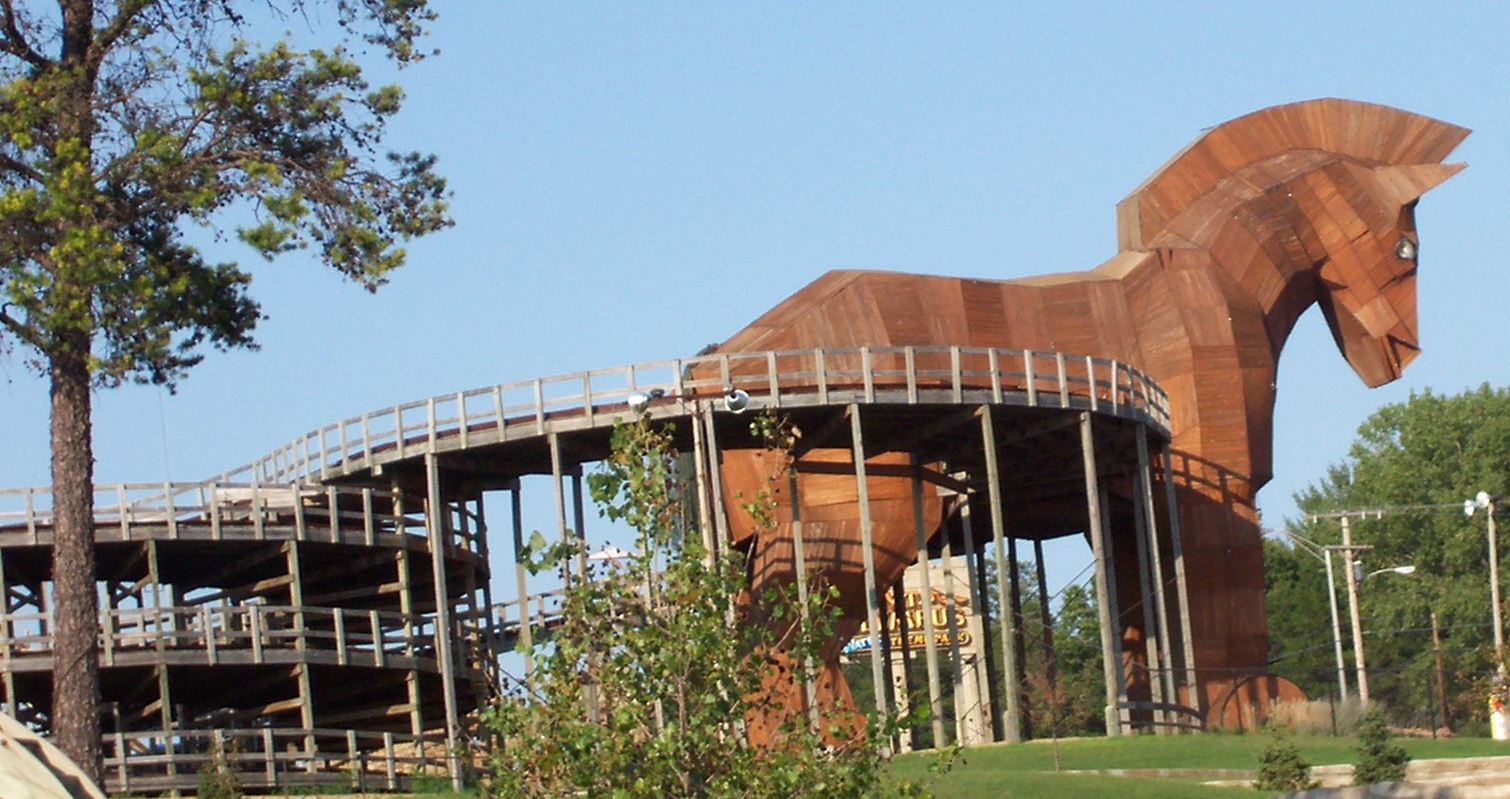
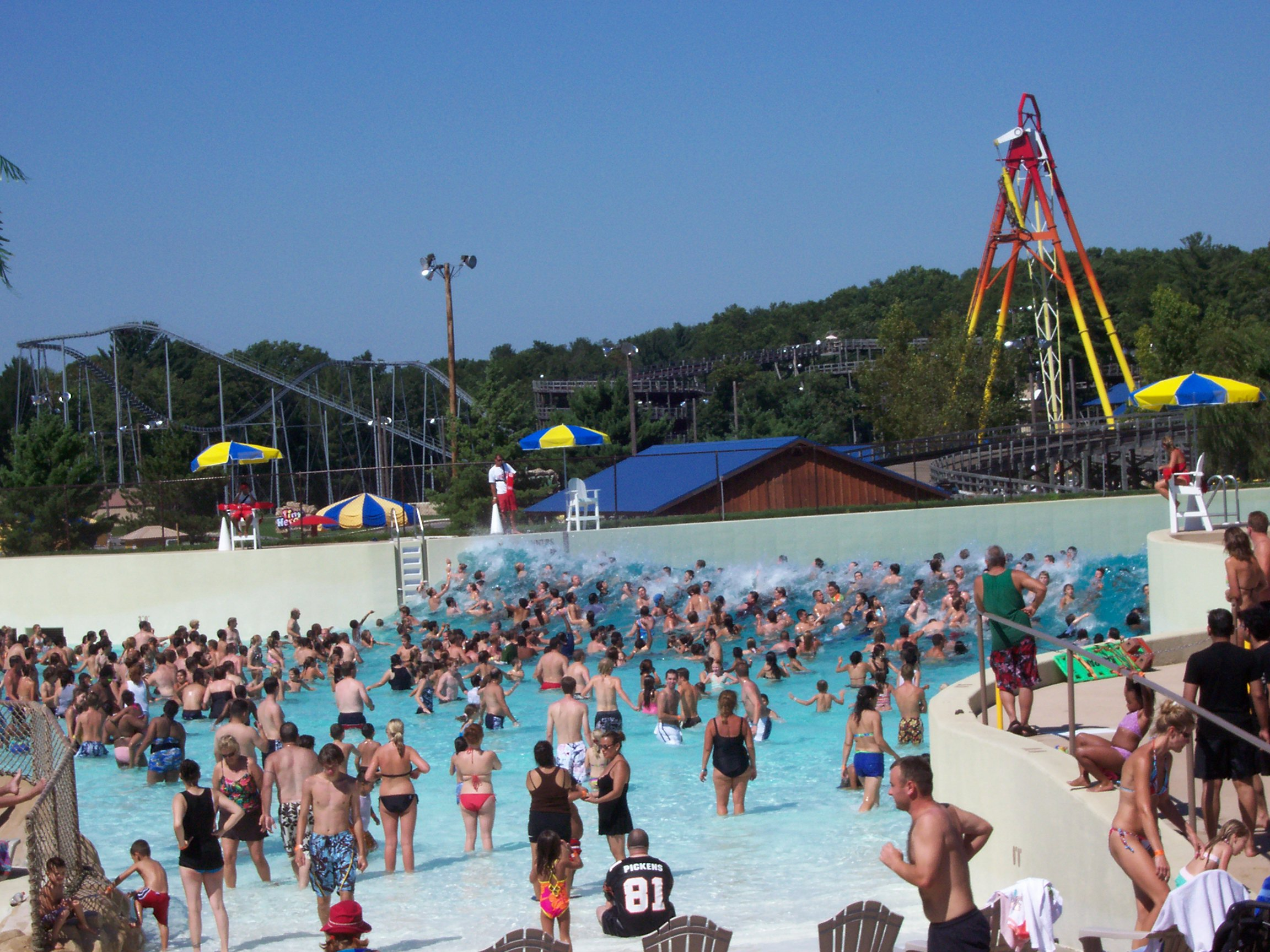
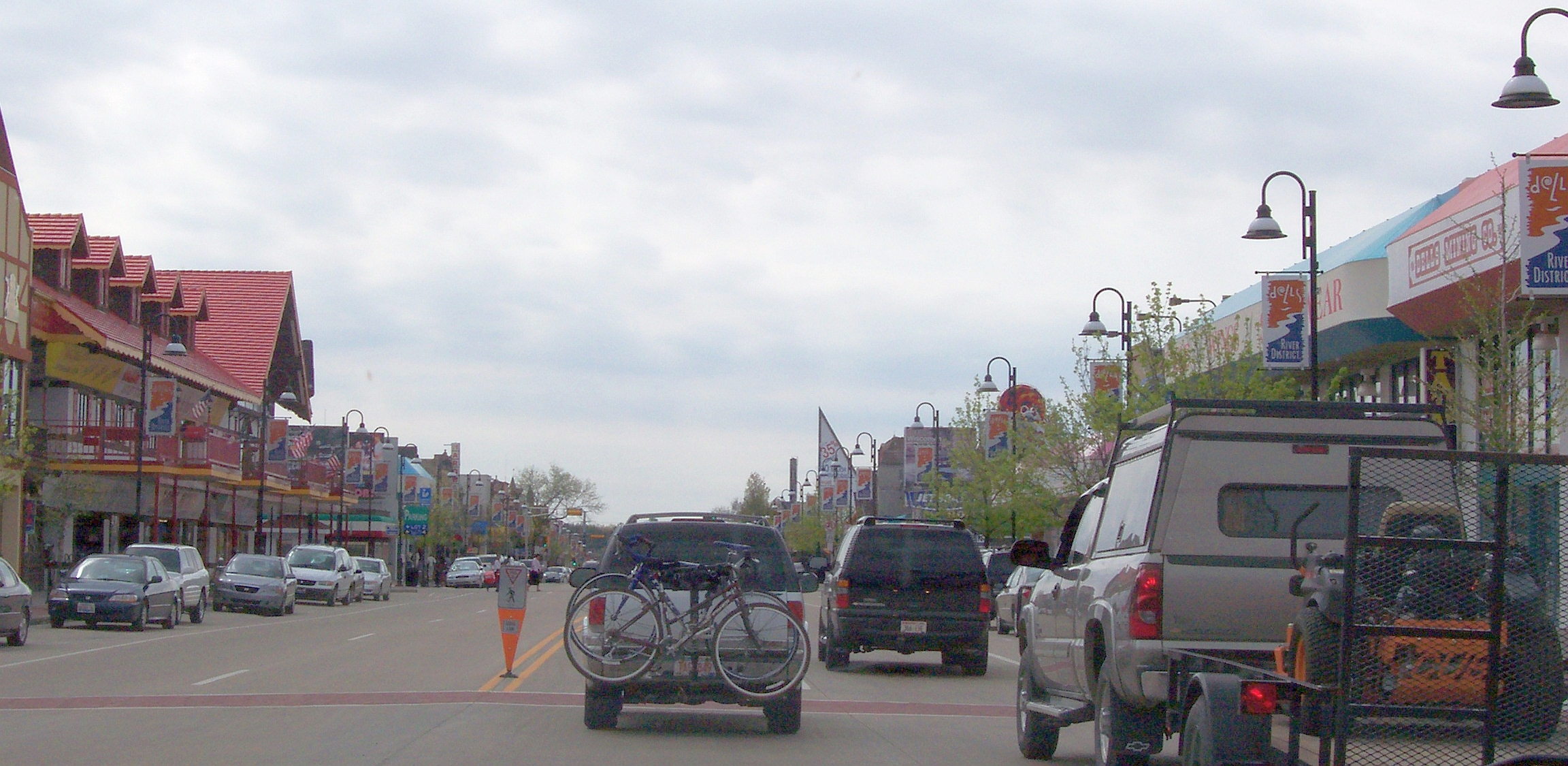
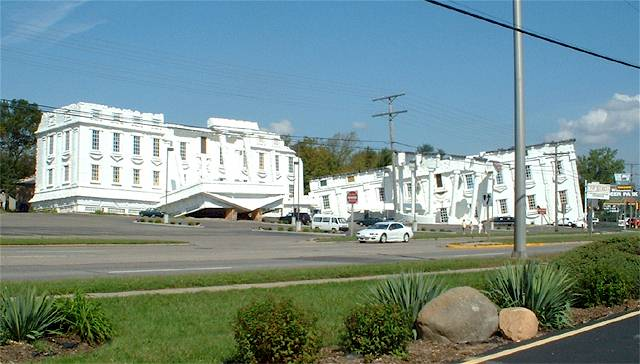
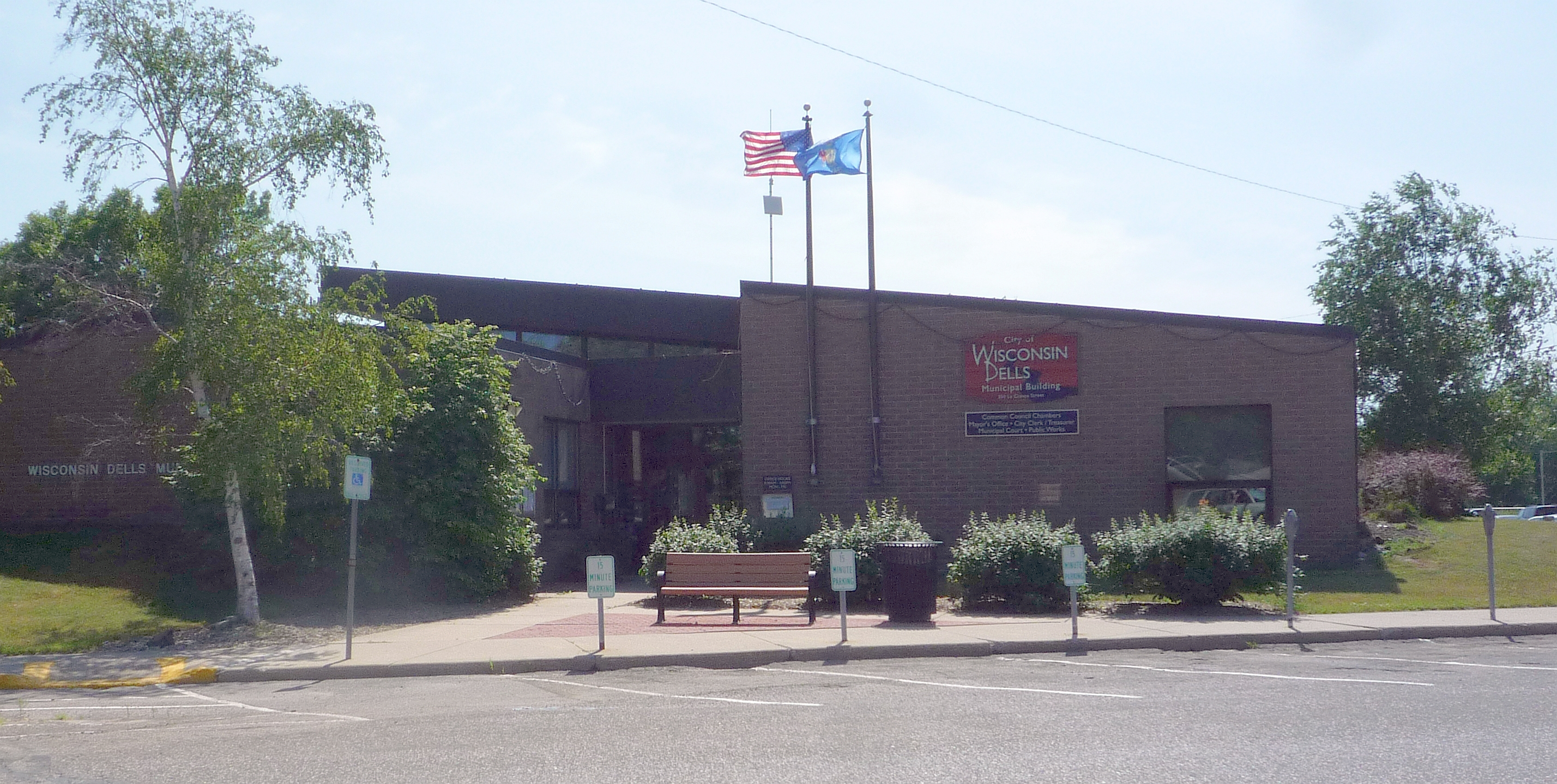